# Брынцалов, Игорь Юрьевич
И́горь Ю́рьевич Брынца́лов (род. 7 июня 1971, Черкесск, Ставропольский край) — российский политический и государственный деятель, депутат Московской областной думы с 1997 года: второго, третьего, четвёртого, пятого и шестого созывов, с 2011 года — председатель Московской областной думы. Руководитель фракции «Единая Россия» в Московской областной думе. Кандидат экономических наук.

## Биография
Родился 7 июня 1971 года в городе Черкесске (республика Карачаево-Черкесия). Является племянником предпринимателя Владимира Брынцалова.
Образование:
1986-1990 – Черкесский автодорожный заочный техникум – специальность – «Техник-строитель».
1990-1994 –  Ставропольский политехнологический институт – специальность «Инженер-строитель».
1998-2001 – Российская академия государственной службы при Президенте РФ – специальность – «Государственное и муниципальное управление».
Трудовая деятельность:
1990-1991 – Прикубанский РСУ, должность – мастер участка.
1991-1992 – Черкесский завод по переработке продуктов пчеловодства; должность – оператор.
1992-1995 – ЗАО «Брынцалов и К»; должность –  менеджер.
1995-1996 – Центр коммерческой торговли; должность –  заместитель начальника отдела продажи товаров народного потребления.
1996-1998 – ЗАО «Брынцалов и К»; должность –  генеральный директор.
1997-2001 – Депутат Мособлдумы II созыва.
2001-2002 – Депутат Мособлдумы III созыва.
2002-2011 – Сенатор – представитель Мособлдумы в Совете Федерации ФС РФ.
2011-2016 – Председатель Мособлдумы V созыва.
2016 - по наст. вр. – Председатель Мособлдумы VI созыва.

## Политическая деятельность
С октября 2008 по январь 2012 года  был секретарём регионального политического Совета партии «Единая Россия». В 2016 году был избран председателем Совета законодателей Центрального федерального округа Совета при полномочном представителе Президента России в ЦФО сроком на 1 год. В 2018 году избран руководителем Московского областного Совета депутатов фракции «Единая Россия». 

## Награды
- Орден Почёта (6 апреля 2021 года) — за активную законотворческую деятельность и многолетнюю добросовестную работу[1].
- Медаль ордена «За заслуги перед Отечеством» II степени (12 июля 2012 года) — за активное участие в законотворческой деятельности и многолетнюю добросовестную работу[2].
- Знак «За заслуги перед Московской областью» II степени (1 октября 2015 года) — за заслуги в социально-экономическом развитии Московской области[3].
- Знак «За заслуги перед Московской областью» III степени (2 июля 2020 года) — за заслуги в социально-экономическом развитии Московской области[4].
- Знак Преподобного Сергия Радонежского;
- Знак «За вклад в развитие законодательства» I степени;
- Знак «За содействие закону»;
- Орден Ивана Калиты;
- Почётная грамота Президента РФ;
- Медаль «В память 100-летия восстановления патриаршества в русской Православной церкви»;
- Медаль «В память 300-летия Санкт-Петербурга»;
- Медаль «В память 850-летия Москвы».

## Семья
Женат. Воспитывает троих детей.